# Breda oserictops
Breda oserictops är en spindelart som först beskrevs av Cândido Firmino de Mello-Leitão 1941.  
Breda oserictops ingår i släktet Breda och familjen hoppspindlar. Inga underarter finns listade.